# Sericochroa cacobule
Sericochroa cacobule är en fjärilsart som beskrevs av Dyar 1908. Sericochroa cacobule ingår i släktet Sericochroa och familjen tandspinnare. Inga underarter finns listade i Catalogue of Life.